# Rhabdalestes
Rhabdalestes es un  género de peces de la familia Alestidae y de la orden de los Characiformes.

## Especies
Actualmente hay 8 especies reconocidas en este género:
- Rhabdalestes aeratis (Stiassny & S. A. Schaefer, 2005)
- Rhabdalestes brevidorsalis (Pellegrin, 1921)
- Rhabdalestes leleupi (Poll, 1967)
- Rhabdalestes maunensis (Fowler, 1935) (Okavango robber)
- Rhabdalestes rhodesiensis (Ricardo-Bertram, 1943) (Slender robber)
- Rhabdalestes septentrionalis (Boulenger, 1911)
- Rhabdalestes tangensis (Lönnberg, 1907) (Pangani robber)
- Rhabdalestes yokai (Ibala Zamba & Vreven, 2008)